# 4475 Voitkevich
4475 Voitkevich este un asteroid din centura principală, descoperit pe 20 octombrie 1982 de Liudmila Karacikina.